# Тиберий Семпроний Лонг (консул 218 года до н. э.)
Тиберий Семпроний Лонг (лат. Tiberius Sempronius Longus; умер в 210 году до н. э.) — римский политический деятель и военачальник, консул 218 года до н. э. Принадлежал к незнатному плебейскому роду Семпрониев. Когда началась Вторая Пуническая война, он должен был высадиться с армией в Африке, но планы изменились из-за перехода Ганнибала через Альпы. Тиберий Семпроний возглавил сопротивление вторжению карфагенян в Цизальпийскую Галлию. Из-за ранения Публия Корнелия Сципиона он единолично командовал в битве при Требии, где потерпел сокрушительное поражение и потерял большую часть армии. В последующие годы Тиберий Семпроний уже не играл заметную роль в римской политике.

## Биография

### Происхождение
Тиберий Семпроний принадлежал к плебейскому роду Семпрониев, впервые упоминаемому в консульских фастах под 304 годом до н. э. Его отец и дед носили преномен Гай. Силий Италик, говоря о Тиберии Семпронии, утверждает, что его род к тому времени был очень известным и что, в частности, дед консула имел большие заслуги перед Римской республикой; по мнению немецкого антиковеда Ф. Мюнцера, эти слова — поэтический вымысел. Исследователи отмечают наличие союза между Семпрониями Лонгами и патрицианским семейством Корнелиев Сципионов, причисляя консула 218 года к «группировке Эмилиев-Сципионов».
В ряде античных источников используются отличные от общепринятого имена: Павел Орозий называет Лонга Публием Семпронием, Евтропий Семпронием Гракхом, Силий Италик Гракхом, Луций Ампелий — Тиберием Клавдием.

### Консульство

Владения Рима и Карфагена к началу Второй Пунической войны

Первые сообщения источников о Тиберии Семпронии относятся к 218 году до н. э., когда он стал консулом вместе с Публием Корнелием Сципионом. Зимой 219—218 годов до н. э. Рим объявил войну Карфагену из-за взятия Ганнибалом Сагунта, и консулам предстояло начинать войну. По жребию они распределили провинции: Сципиону выпало воевать с Ганнибалом в Испании, а Тиберию Семпронию достались Сицилия и Африка. Предполагалось, что во главе двух римских легионов, 16 000 пехотинцев-союзников и 1800 кавалеристов он будет базироваться в Сицилии и при благоприятном развитии событий высадится в африканских владениях Карфагена. Для реализации этой задачи он получил 160 квинкверем (у Сципиона было всего 60).
На пути в Сицилию Тиберий Семпроний был встречен царём Сиракуз Гиероном, который устроил для консула полноценный морской парад в Мессанском проливе. Царь заверил Лонга в своей преданности Риму и посоветовал уделить первоочередное внимание охране Лилибея, где были сильны прокарфагенские настроения. Прислушавшись к совету, Тиберий Семпроний присоединил сиракузские корабли к своей эскадре и двинулся к этому городу, но в пути узнал о разгроме претором Марком Эмилием Лепидом карфагенской флотилии, пытавшейся захватить Лилибей. Тогда он отпустил сиракузские корабли и отправился к острову Мелита. Местный двухтысячный гарнизон во главе с Гамилькаром, сыном Гисгона, сдался без боя; позже Лонг продал всех пленных в рабство. В дальнейшем Тиберий Семпроний начал поиски карфагенского флота, который, по слухам, стоял у Липарских островов, но не нашёл его.
Высадка в Африке так и не состоялась из-за неожиданных новостей с севера. Ганнибал спутал все планы римского командования, предприняв марш из Испании к Альпам, поэтому сенат вызвал Тиберия Семпрония с армией в Цизальпийскую Галлию, чтобы консулы вместе преградили врагу путь в Италию. Вызов датируется предположительно октябрём 218 года. Согласно Титу Ливию, Лонг отправил свои войска в Аримин на кораблях через Адриатику; Полибий пишет, что войска добрались до Аримина по суше за сорок дней. Российский антиковед Родионов назвал этот марш через всю Италию длиной в 1780 километров «без преувеличения геройским». Оба античных источника признают, что Тиберий Семпроний выполнил приказ сената с максимальной энергией. От Аримина Лонг выдвинул свою армию к Плаценции и в декабре 218 года до н. э. соединился с войсками Сципиона на левом берегу реки Требия. На правом берегу реки к тому времени уже стоял Ганнибал.

### Битва при Требии

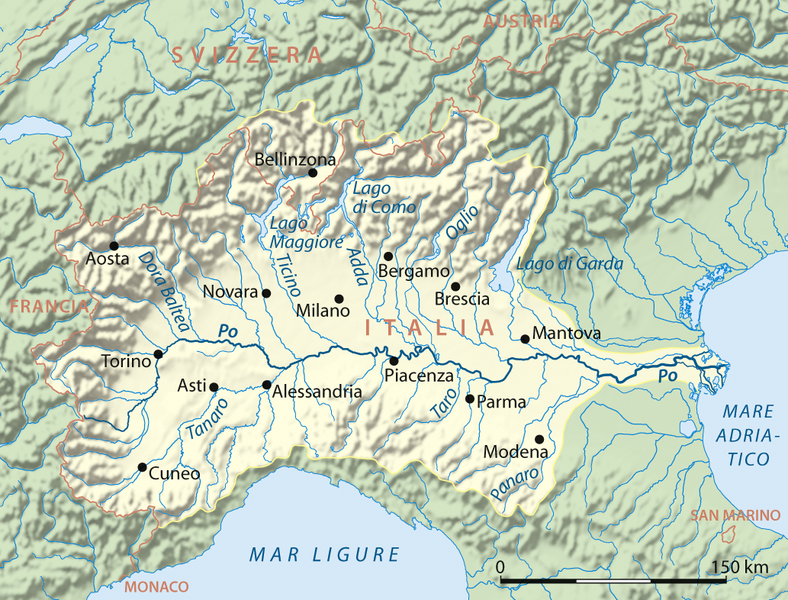
Бассейн реки По

К моменту объединения двух римских армий Сципион уже потерпел частичное поражение при Тицине, где был серьёзно ранен. Часть местных галльских племён перешла на сторону Карфагена, но другие племена попросили помощи у Рима. Консулы разошлись во мнениях по этому вопросу. Если Публий Корнелий, который не мог лично участвовать в сражении, предлагал выждать, аргументируя это преимуществом противника в коннице, неопытностью большинства легионеров и шаткостью положения Ганнибала в Галлии, то Тиберий Семпроний рвался в бой. Римские правящие круги в самом начале войны невысоко оценивали боеспособность карфагенских армий, так что поражение при Тицине было воспринято как недоразумение либо как следствие некомпетентности Сципиона. Лонг рассчитывал легко победить врага и получить всю славу. Помимо всего прочего, его вынуждал торопиться подходящий к концу срок консульских полномочий.
Ганнибал, догадывавшийся о таких настроениях римских военачальников, постарался со своей стороны спровоцировать Тиберия Семпрония на большую битву: в стычках он запрещал своим подчинённым преследовать врага, вызывая таким образом у последнего уверенность в своих силах. Наконец, на рассвете одного из дней между 22 и 25 декабря 218 года до н. э. нумидийская конница совершила налёт на римский лагерь, а потом начала притворное отступление за реку. Тиберий Семпроний спешно вывел всю армию в поле и двинул на врага; при этом римляне даже не успели позавтракать, а переходя Требию, они полностью промокли в ледяной воде, так что с трудом могли держать в руках оружие. Карфагеняне же вышли против них отдохнувшими и полными сил.
Римлян в этой битве, согласно Полибию, было 36 000; Ливий говорит о 18 000 пехотинцев. Конницы было 4000. При этом в армии Ганнибала кавалеристов было 10 000, тяжёлой пехоты — 20 000, а легковооружённых пехотинцев — около 8000.
С самого начала римляне терпели неудачу за неудачей. Их легковооружённые велиты истратили почти все дротики на схватку с нумидийцами, а потом попали под обстрел балеарских пращников и были вынуждены отступить. Римская конница, занимавшая фланги, бежала под натиском более многочисленных нумидийцев и слонов. Тяжёлая пехота, хотя и оказалась в трудном положении, храбро сражалась и даже начала теснить врага. Но вскоре она была атакована со всех сторон: с флангов легковооружёнными воинами, по центру — слонами, а с тыла — двухтысячным отрядом под командованием Магона Баркида, заранее спрятанным в засаде. Римляне оказались в кольце. 10 000 пехотинцев во главе с Тиберием Семпронием смогли прорваться через вражеские боевые порядки в том месте, где стояли галлы, и ушли в Плаценцию; большая часть остальных была перебита. Некоторые смогли спастись только благодаря поднявшемуся во время битвы сильному ветру и проливному дождю.
Именно погоде некоторые античные авторы приписывали позже важную роль в этой битве. Так, Луций Анней Флор пишет: 

За Тицином последовала Требия. Здесь при консуле Семпронии неистовствует вторая буря Пунической войны. Именно тогда находчивые враги, обогрев себя огнем и маслом, воспользовались холодным и снежным днем. Трудно поверить, но люди, выросшие под южным солнцем, победили нас с помощью нашей собственной зимы!
— Луций Анней Флор. Эпитомы, I, 22, 12
.

### После поражения
В сообщениях источников о Тиберии Семпронии после битвы при Требии много неясностей. Согласно Полибию, Лонг постарался скрыть от сената и народного собрания правду о поражении: «он послал уведомление, что хотя сражение было, победе помешала бурная погода». Римляне поверили этому и только позже поняли, что произошло в действительности. Ливий же сообщает, что известие о поражении пришло в Рим сразу, а Тиберий Семпроний вскоре приехал в город, подвергнув себя риску быть захваченным в плен одним из вражеских конных разъездов, и провёл консульские выборы (на них победили Гай Фламиний и Гней Сервилий Гемин). После этого Лонг уехал обратно к остаткам своей армии, расположенным на зимних квартирах в Плаценции. В историографии существуют разные мнения об этом рассказе: И. Шифман и С. Лансель принимают его на веру, в то время как Ф. Мюнцер считает его вымыслом римских анналистов.
Ливий сообщает о сражении под Плаценцией между Тиберием Семпронием и Ганнибалом: в нём участвовали основные силы двух армий, но потери были небольшими. После боя Лонг отступил к Лукке; правда, в дальнейшем Ливий всё-таки говорит о зимовке в Плаценции, после которой Тиберий Семпроний привёл свои легионы в Аримин и передал их Гаю Фламинию по приказу последнего. Некоторые историки сомневаются в достоверности рассказов о зимней активности двух армий; другие не видят оснований для сомнений.
Лонг ещё раз упоминается в источниках под 215 годом до н. э. Он одержал победу над Ганноном у Грумента в Лукании и вытеснил противника в Бруттий. В 210 году Тиберий Семпроний умер. На тот момент он занимал должность децемвира священнодействий.

## Потомки
У Тиберия Семпрония был сын того же имени, достигший консульства в 194 году до н. э. (его коллегой был Публий Корнелий Сципион Африканский, сын коллеги отца).

## Характеристика в источниках
Античные авторы, рассказывающие о битве при Треббии, описывают её события так, что Тиберий Семпроний оказывается легкомысленным военачальником, из карьеристских побуждений ставящим под угрозу судьбу армии и даже будущее Римской республики. В этом отношении ему противопоставляют мудрого и благоразумного Публия Корнелия Сципиона. Здесь сыграла свою роль традиция идеализации Сципионов: бывший другом одного из представителей этой семьи, Полибий во время рассказа о дискуссии между консулами даже «унижается до прямой брани».
Та же схема противостояния двух полководцев, один из которых думает о благе республики, а другой только о себе, использовалась и при описании предыстории битвы при Каннах; кроме того, есть сходство и в описании сражений при Каннах и при Требии.